# ليونارد نيكلسون
ليونارد نيكلسون هو سياسي كندي، ولد في 8 يونيو 1904، وتوفي في 22 مارس 1983.